# Эшли, Элизабет
Элизабет Эшли (англ. Elizabeth Ashley, род. 30 августа 1939) — американская актриса, лауреат премии «Тони», а также номинант на «Эмми», «Золотой глобус» и BAFTA.

## Жизнь и карьера
Элизабет Энн Коул родилась в Окала, штат Флорида, а выросла в городе Батон-Руж, штат Луизиана. Эшли достигла известности благодаря роли в бродвейской пьесе 1962 года Take Her, She’s Mine, которая принесла ей премию «Тони». После она получила ещё две номинации на за роли в постановках «Босиком по парку» (1964) и «Кошка на раскалённой крыше» (1975). Она также появилась в двух десятках других бродвейских постановках на протяжении своей карьеры, охватывающей пять десятилетий.
Эшли появилась в более ста различных фильмах и телесериалах. За роль в фильме «Саквояжники» она была номинирована на премии BAFTA и «Золотой глобус» за лучшую женскую роль второго плана. Кроме того, у неё были заметные роли в фильмах «Корабль дураков», «Кома» и «Сети зла».
Элизабет Эшли была замужем трижды, у неё есть сын Кристиан от второго брака с Джорджем Пеппардом.

## Фильмография
- 1964 — Саквояжники/The Carpetbaggers
- 1965 — Корабль дураков/Ship of Fools — Дженни Браун
- 1965 — The Third Day
- 1971 — The Marriage of a Young Stockbroker
- 1973 — Paperback Hero
- 1974 — Golden Needles
- 1975 — Rancho Deluxe
- 1975 — 92 in the Shade
- 1976 — The Great Scout & Cathouse Thursday
- 1978 — Кома/Coma — сестра Эмерсон
- 1980 — Windows
- 1981 — Paternity
- 1982 — Раздвоение личности / Split Image — Диана Стетсон
- 1987 — Сети зла/Dragnet
- 1989 — Поцелуй вампира/Vampire’s Kiss — доктор Глейсер, психотерапевт Питера
- 1998 — Счастье/Happiness — Диана Фрид
- 1999 — Just the Ticket
- 2007 — Сладкая полночь/The Cake Eaters — Мардж Камински
- 2017 — Всё только начинается / Just Getting Started — Лили
- 2018 — 8 подруг Оушена / Ocean’s 8 — Этель